# Faddei Wenediktowitsch Bulgarin

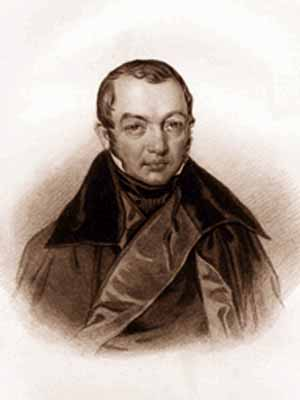
Faddei Bulgarin

Tadeusz Bulharyn, in Russland bekannt als Faddei Wenediktowitsch Bulgarin (russisch Фаддей Венедиктович Булгарин; * 24. Junijul. / 5. Juli 1789greg. in Peryschewo bei Usda, Polen-Litauen; † 1. Septemberjul. / 13. September 1859greg. in Karlova nahe Tartu) war ein russischer Autor und Literaturkritiker.

## Leben
Bulgarin wurde in ein polnisches Adelsgeschlecht nahe Minsk im heutigen Belarus geboren. Sein Vater, ein Anhänger von Kosciuszko, wurde wegen eines Anschlags auf einen russischen General nach Sibirien verbannt. Bulgarin wurde in einer St. Petersburger Militärakademie ausgebildet und nahm an der Schlacht von Friedland teil, wurde aber wenig später wegen Diebstahls interniert. Während sein Regiment in Finnland stationiert war, desertierte Bulgarin nach Warschau, wo er der Grande Armée beitrat. Er kämpfte unter napoleonischer Flagge in den napoleonischen Kriegen auf der Iberischen Halbinsel sowie in Napoleons Russlandfeldzug von 1812. 1814 wurde Bulgarin in Frankreich gefangen genommen und nach Preußen überstellt. Ab hier ergibt sich eine 6-jährige Lücke seiner Biographie.
1820 reiste Bulgarin von Warschau nach St. Petersburg, wo er eine kritische Übersicht der polnischen Literatur publizierte und begann 1823 mit der Herausgabe des Nordischen Archivs. Er befreundete sich mit dem Dramatiker Alexander Gribojedow und dem Philologen Nicholai Gretsch. Letzterer unterstützte ihn bei der Herausgabe der Zeitung Die Nordbiene (Северная пчела, 1825–39), der Literaturzeitschrift Syn otetschestwa (1825–59), eines politischen Tageblatts, welchem von der Regierung das singuläre Recht eingeräumt wurde, politische Nachrichten zu besprechen, und anderer reaktionärer Periodika.
Es war kein Geheimnis, dass Bulgarin und Gretsch bezahlte Agenten der zaristischen Polizei waren und ihre Zeitschriften nutzten, um für die Regierung auftragsgemäß Regierungspropaganda zu verbreiten und zahlreiche Kollegen anzugreifen. Bulgarins skrupelloses Verhalten machte ihn zu einem der verhasstesten Journalisten Russlands. Insbesondere Alexander Puschkin machte sich in einer Vielzahl von Epigrammen über ihn lustig, indem er beispielsweise seinen Namen in Figljarin (abgeleitet vom russischen Wort für „Clown“) abwandelte. Bulgarin retournierte mit Epigrammen, in denen er Puschkins Namen zu Tschuschkin (von russisch tschusch für „Unsinn“) wandelte.
Angeregt von Sir Walter Scott, schrieb Bulgarin eine Reihe historische Romane über „Iwan Wyshigin“, die sowohl in Russland als auch im Ausland populär waren. Es folgten zwei moralisierende Romane über den Pseudodimitri (1830) und Iwan Masepa (1834). 1837 veröffentlichte er unter eigenem Namen eine umfangreiche Beschreibung des kaiserlichen Russland, die in Wahrheit das Werk des Professors Nikolai Iwanow von der Universität Dorpat war.
Einige von Bulgarins Geschichten sind Science Fiction: Glaubhafte Lügengeschichten ist eine in der fernen Zukunft angesiedelte Geschichte über das 24. Jahrhundert; Unmögliche Lügengeschichten ist eine fantastische Reise ins Erdinnere; Mitrofanushkas Abenteuer auf dem Mond ist eine Satire.
Nach dem Tod von Zar Nikolaus I. zog sich Bulgarin nach vielen Jahren von seinen Ämtern im Dezernat für Pferdezucht in den Ruhestand zurück und lebte in seinem Gut Karlova in der Nähe von Tartu.